# Reissnerova–Nordströmova metrika
Reissnerova–Norströmova metrika je ve fyzice a astronomii statické řešení Einsteinových rovnic gravitačního pole, odpovídající gravitačnímu poli nabitého, nerotujícího, sféricky symetrického tělesa o hmotnosti M.
Metrika byla objevena německým fyzikem Hansem Reissnerem a finským fyzikem Gunnarem Nordströmem.
Čtveřici podobných řešení lze shrnout do následující tabulky:
|                  | Nerotující (J = 0)               | Rotující (J ≠ 0)          |
| Nenabitá (Q = 0) | Schwarzschildova metrika         | Kerrova metrika           |
| Nabitá (Q ≠ 0)   | Reissnerova–Nordströmova metrika | Kerrova–Newmanova metrika |

kde Q reprezentuje elektrický náboj a J reprezentuje moment hybnosti.

## Metrika
Ve sférických souřadnicích (t, r, θ, φ), je lineární element Reissnerovy–Nordströmovy metriky
{\displaystyle ds^{2}=\left(1-{\frac {r_{\mathrm {S} }}{r}}+{\frac {r_{Q}^{2}}{r^{2}}}\right)c^{2}\,dt^{2}-\left(1-{\frac {r_{\mathrm {S} }}{r}}+{\frac {r_{Q}^{2}}{r^{2}}}\right)^{-1}dr^{2}-r^{2}\,d\Omega _{(2)}^{2},}
kde c je rychlost světla, t je časová souřadnice (měřeno podle stacionárních hodin v nekonečnu), r je radiální souřadnice, {\displaystyle \textstyle d\Omega _{(2)}^{2}} je dvousféra definovaná podle
{\displaystyle d\Omega _{(2)}^{2}=d\theta ^{2}+\sin ^{2}\theta d\phi ^{2}}
rS je Schwarzschildův poloměr tělesa daný
{\displaystyle r_{s}={\frac {2GM}{c^{2}}},}
a rQ je charakteristická délková škála daná
{\displaystyle r_{Q}^{2}={\frac {Q^{2}G}{4\pi \varepsilon _{0}c^{4}}}.}
Zde 1/4πε0 je Coulombův zákon.
V limitě kde náboj Q (nebo v ekvivalentním případě, délková škála rQ) klesne na nulu, používáme Schwarzschildovu metriku. Klasická Newtonova teorie gravitace může být získána v limitním případě, když poměrrS/r jde k nule. V limitě, kde oba poměry rQ/r a rS/r jdou k nule, dostáváme Minkowského metriku pro speciální teorii relativity.
V praxi je poměr rS/r často extrémně malý. Například Schwarzschildův poloměr Země je zhruba 9 milimetrů, zatímco geostacionární dráha na níž obíhají některé družice má poloměr r který je zhruba 4 miliardkrát větší, tedy 42 164 kilometrů. I na povrchu Země činí v tomto případě oprava Newtonovy gravitace jen jeden díl z miliardy. Poměr se stává velkým jen v blízkosti masivních a ultra hustých objektů jako jsou černé díry a neutronové hvězdy.

## Nabité černé díry
Ačkoli se nabité černé díry s rQ ≪ rS podobají Schwarzschildovým černým dírám, mají dva horizonty: vnější horizont událostí a vnitřní Cauchyho horizont.  Stejně jako v případě Schwarzschildovy metriky, horizont událostí pro prostoročas je umístěn tam, kde metrický komponent grr diverguje; což je když
{\displaystyle 0=1/g^{rr}=1-{\frac {r_{\mathrm {S} }}{r}}+{\frac {r_{Q}^{2}}{r^{2}}}.}
Tato rovnice má dvě řešení:
{\displaystyle r_{\pm }={\frac {1}{2}}\left(r_{s}\pm {\sqrt {r_{s}^{2}-4r_{Q}^{2}}}\right).}
Tyto soustředné horizonty událostí se stávají degenerovanými pro 2rQ = rS, což odpovídá extrémní černé díře. Předpokládá se, že černé díry s 2rQ > rS v přírodě neexistují, protože by obsahovaly takzvané nahé singularity. Jejich existence by byla v rozporu s hypotézou kosmické cenzury formulovanou Rogerem Penrosem o níž se, i přes absenci přímých důkazů, předpokládá, že je pravdivá. Teorie se supersymetrií obvykle garantují, že tyto superextrémní černé díry nemohou existovat.
Elektromagnetický potenciál je
{\displaystyle A_{\alpha }=\left(Q/r,0,0,0\right).}
Pokud jsou v teorii zahrnuty magnetické monopóly, potom zobecnění zahrnující magnetický náboj P se získá nahrazením Q2 podle Q2 + P2 v metrice a včetně podmínky Pcos θ dφ v elektromagnetickém potenciálu.